# 洗马镇 (浠水县)
洗马镇是中国湖北省浠水县东部的一个镇，位于大别山东麓，面积为136平方公里，2004年人口约6万人。

## 沿革与行政区划
1950年设立洗马区，1958年改为洗马人民公社，1961年撤社复为洗马区。1979年再次改为人民公社，1984年又恢复为洗马区。1987年分设为洗马镇和堰桥乡，2001年洗马镇和堰桥乡合并为新的洗马镇。
2008年，全镇辖1个社区居委会、41个行政村：洗马居民委员会、洗马畈村、河东村、接令桥村、金谷山村、杉连门村、姜堰村、官塘角村、八方咀村、七里冲村、上马石村、羊角桥村、大龙井村、枫杨村、念子庵村、谢家坳村、夏铺村、太平寨村、广坳村、张岗村、高坪村、下田村、蕲阳坪村、燕毛咀村、小金山村、万当铺村、刘家铺村、龙头山村、枫树湾村、柏树村、姜家河村、罗家林村、枫树岭村、歇凉亭村、张家畈村、大堰桥村、毛张院村、莲花芯村、周家坳村、大熊山村、柿树村、土坡山村。

## 浠水名人
- 李先念